# Mali ćuk
Mali ćuk (lat. Glaucidium passerinum) je manja vrsta ćuka koja živi u Europi.
Mali ćukovi imaju tamno perje i bijele pjegice na vratu. Žive u Srednjoj i Sjevernoj Europi i u Sibiru te može preživjeti i velike hladnoće. Najčešći su u tajgama. Žive 6-7 godina. 

## Opis
Mali ćuk je pokriven mekim perjem koje je na leđima tamne boje dok je na trbuhu perje bijelo tamnim pjegama. Na glavi ima velike žute oči i kljun.Ima kratke noge i rep dug nekoliko centimetara.
Ženke su nešto veće od mužjaka. Ženke su velike 17,4 do 19 cm i mogu biti teške od 67-77 grama, dok su mužjaci veliki 15,2 do 17 i teški 50-65 grama. Lovi noću i danju. 

### Prehrambene navike
Mali ćukovi uglavnom jedu štakore, leminge i miševe. Lovi i manje ptice, guštere, šišmiše, ribe i kukce. Kad je zima, jede čak i druge ćukove.

### Rasprostranjenost
Uglavnom živi u crnogoričnim šumama i u planinama. Rasprostranjen
je u Skandinaviji, Alpama i Sibiru. Ženka u gnijezdo drveta snese 4-7 jaja veličine 25x10 mm u mjesecu travnju ili u svibnju i na njima sjedi četiri tjedna. Kasnije se izlegu ptići dugi nekoliko
centimetara koji,nakon nekoliko dana imaju crnkasto perje.